# Nombre de Lucas

La spirale des nombres de Lucas, formée à l'aide de quarts d'arcs de cercle à l'intérieur de carrés dont la mesure des côtés correspondent aux nombres de Lucas.

En mathématiques, les nombres de Lucas sont les termes de la suite de Lucas généralisée associée à la suite de Fibonacci. Cette suite est donc définie par la même relation de récurrence linéaire :
mais par deux valeurs initiales différentes : au lieu de 0 et 1,
La suite (Ln) est appelée « suite de Fibonacci-Lucas » ou plus simplement « suite de Lucas ».

## Premières valeurs
Cette suite d'entiers est strictement croissante à partir de n = 1. Ses dix premiers termes (pour n de 0 à 9) sont 2, 1, 3, 4, 7, 11, 18, 29, 47 et 76 (pour n jusqu'à 500, voir la suite A000032 de l'OEIS).

## Propriétés

### Relation entre un nombre de Lucas et le nombre d’or
Le terme général Ln de la suite de Lucas s'exprime en fonction du nombre d'or φ par la formule suivante, analogue à la formule de Binet pour la suite de Fibonacci :
{\displaystyle L_{n}=\varphi ^{n}+(-\varphi )^{-n}=\left({1+{\sqrt {5}} \over 2}\right)^{n}+\left({1-{\sqrt {5}} \over 2}\right)^{n}} ;
Les puissances successives de φ sont donc voisines des nombres de Lucas. Plus précisément, {\displaystyle |L_{n}-\varphi ^{n}|} est égal à 1/φn, qui est strictement inférieur à 1/2 pour {\displaystyle n\geqslant 2} (et qui tend rapidement vers 0), ce qui montre que Ln est alors l'entier le plus proche de φn. Par exemple : φ2 = 2,61809..., φ3 = 4,23606..., φ4 = 6,85410...

### Relations entre les nombres de Lucas et ceux de Fibonacci
Les nombres de Lucas sont liés aux nombres de Fibonacci par les identités :
- {\displaystyle \,L_{n}+F_{n}=2F_{n+1}}
- {\displaystyle \,L_{n}=F_{n-1}+F_{n+1}=F_{n}+2F_{n-1}=F_{n+2}-F_{n-2}}
- {\displaystyle \,L_{m+n}=L_{m+1}F_{n}+L_{m}F_{n-1}}
- {\displaystyle \,L_{n}^{2}=5F_{n}^{2}+4(-1)^{n}}, et ainsi la suite {\displaystyle \left({\frac {L_{n}}{F_{n}}}\right)} converge vers {\displaystyle {\sqrt {5}}}.
- {\displaystyle \,F_{2n}=L_{n}F_{n}}
- {\displaystyle \,F_{3n}=(L_{2n}+(-1)^{n})F_{n}}
- {\displaystyle \,F_{n+k}+(-1)^{k}F_{n-k}=L_{k}F_{n}}
- {\displaystyle \,L_{n+k}-(-1)^{k}L_{n-k}=5F_{k}F_{n}}, et donc
- {\displaystyle \,L_{n}=F_{n-1}+F_{n+1}=F_{n+2}-F_{n-2}={F_{n-3}+F_{n+3} \over 2}={F_{n+4}-F_{n-4} \over 3}={F_{n-5}+F_{n+5} \over 5}=\dots ={F_{n-k}+F_{n+k} \over F_{k}}}, et
- {\displaystyle \,F_{n}={L_{n-1}+L_{n+1} \over 5}={L_{n-3}+L_{n+3} \over 10}={L_{n-5}+L_{n+5} \over 25}={L_{n-7}+L_{n+7} \over 65}=\dots }

### Relation entreLn,Fnet le nombre d’or
En comparant la formule de Binet, {\displaystyle F_{n}={\frac {\varphi ^{n}-(-\varphi )^{-n}}{\sqrt {5}}}}, et la formule analogue pour la suite de Lucas, {\displaystyle L_{n}=\varphi ^{n}+(-\varphi )^{-n}}, on déduit la relation entre Ln, Fn et φ :
{\displaystyle \varphi ^{n}={{L_{n}+F_{n}{\sqrt {5}}} \over 2}.}

### Divisibilité des nombres de Lucas
Une première approche de la question de la divisibilité de Ln par un entier a consiste à étudier la suite des restes de Ln modulo a : cette suite (rn) vérifie (dans Z/aZ) la même récurrence (rn + 2 = rn + 1 + rn) et est donc périodique de période au plus a2 (les longueurs des périodes en fonction de a forment la suite des périodes de Pisano, suite A001175 de l'OEIS). Plus précisément, l'étude de cette récurrence, et de la relation Ln = F2n/Fn, dans le corps Z/pZ (où p est un nombre premier) amène à des résultats analogues à  ceux obtenus pour la suite de Fibonacci,. 
On démontre également qu’aucun nombre de Lucas n'est divisible par un nombre de Fibonacci {\displaystyle F_{n}\geqslant 5} .

### Nombres de Lucas premiers
On conjecture que la sous-suite des nombres de Lucas premiers, 2, 3, 7, 11, 29, 47, 199, 521, etc. — suite A005479 de l'OEIS — est infinie.
Les indices correspondants, 0, 2, 4, 5, 7, 8, 11, 13, etc. ( A001606), sont tous, hormis 0, premiers ou puissances de 2 , et les seules puissances de 2 connues qui font partie de cette suite d'indices sont 2, 4, 8 et 16.

### Congruences
- {\displaystyle L_{n+4}\equiv L_{n}\mod 5}  (car {\displaystyle L_{n+4}-L_{n}=5F_{n+2}})
- {\displaystyle L_{n}\equiv 1\mod n}  si n est premier mais la réciproque est fausse. Les nombres composés vérifiant {\displaystyle L_{n}\equiv 1\mod n}  sont les nombres pseudo-premiers de Fibonacci.